# Clavatula flammulata
Clavatula flammulata é uma espécie de gastrópodes do gênero Clavatula, pertencente a família Clavatulidae.